# Nicator gularis
Conquistador-de-garganta-branca ou tuta-picanço-de-garganta-branca (Nicator gularis) é uma espécie de ave da família Nicatoridae.
Pode ser encontrada nos seguintes países: Quénia, Malawi, Moçambique, Somália, África do Sul, Essuatíni, Tanzânia, Zâmbia e Zimbabwe.
Os seus habitats naturais são: florestas secas tropicais ou subtropicais, savanas áridas e matagal húmido tropical ou subtropical.